# 映画研究・支援財団一覧
映画研究・支援財団一覧（えいがけんきゅう・しえんざいだんいちらん、List of film institutes）では、国立の映画機関や独立系非営利団体を含む、映画を称えるいくつかの注目すべき機関を一覧で示す。
ウィキペディアに独自の記事がない機関は注目すべき機関とはみなさず、この一覧に入れていない。

## 主な財団
- アメリカン・フィルム・インスティチュート
- アジア太平洋映画協会（英語版）
- アジア映画テレビアカデミー（英語版）
- アイルランド映画協会
- インド映画テレビ研究所
- 英国映画協会
- オーストラリア映画協会（英語版）
- カナダ映画協会（英語版）
- サタジット・レイ映画テレビ協会（英語版）サンダンス協会（英語版）
- スウェーデン映画協会（英語版）
- デンマーク映画協会（英語版）
- ドーハ映画協会（英語版、アラビア語版）
- ドイツ映画協会（英語版、ドイツ語版）
- K.R.ナラヤナン国立映像科学芸術協会（英語版）
- ノルウェー映画協会（英語版）
- フィンランド映画財団
- フィリピン大学映画研究所（英語版）
- モーウェルファンド映画協会（英語版）